# Marc Arcis
Marc Arcis (Mouzens, 1655- Toulouse, 1739), fue un escultor francés, activo en los siglos XVII y XVIII

## Vida y obras
Fue alumno del pintor Antoine Rivalz (1667-1735). Se conserva en el Museo de los Agustinos de Toulouse, un retrato de Marc Arcis, atribuido a su maestro Realizó algunos bustos para la Galería de los Ilustres de Toulouse de 1674 a 1677. 
En París, participó en la decoración interior de la iglesia de la Sorbona y ejecutó algunos trabajos en Versalles. Después de 1690, se instaló definitivamente en Toulouse donde decoró numerosas capillas, así como las iglesias de Saint-Sernin (San Sernín/Saturnino) y San Esteban (Saint-Etienne). 
Falleció en Toulouse en 1739.

## Obras
Entre las mejores y más conocidas obras de Marc Arcis se incluyen las siguientes:

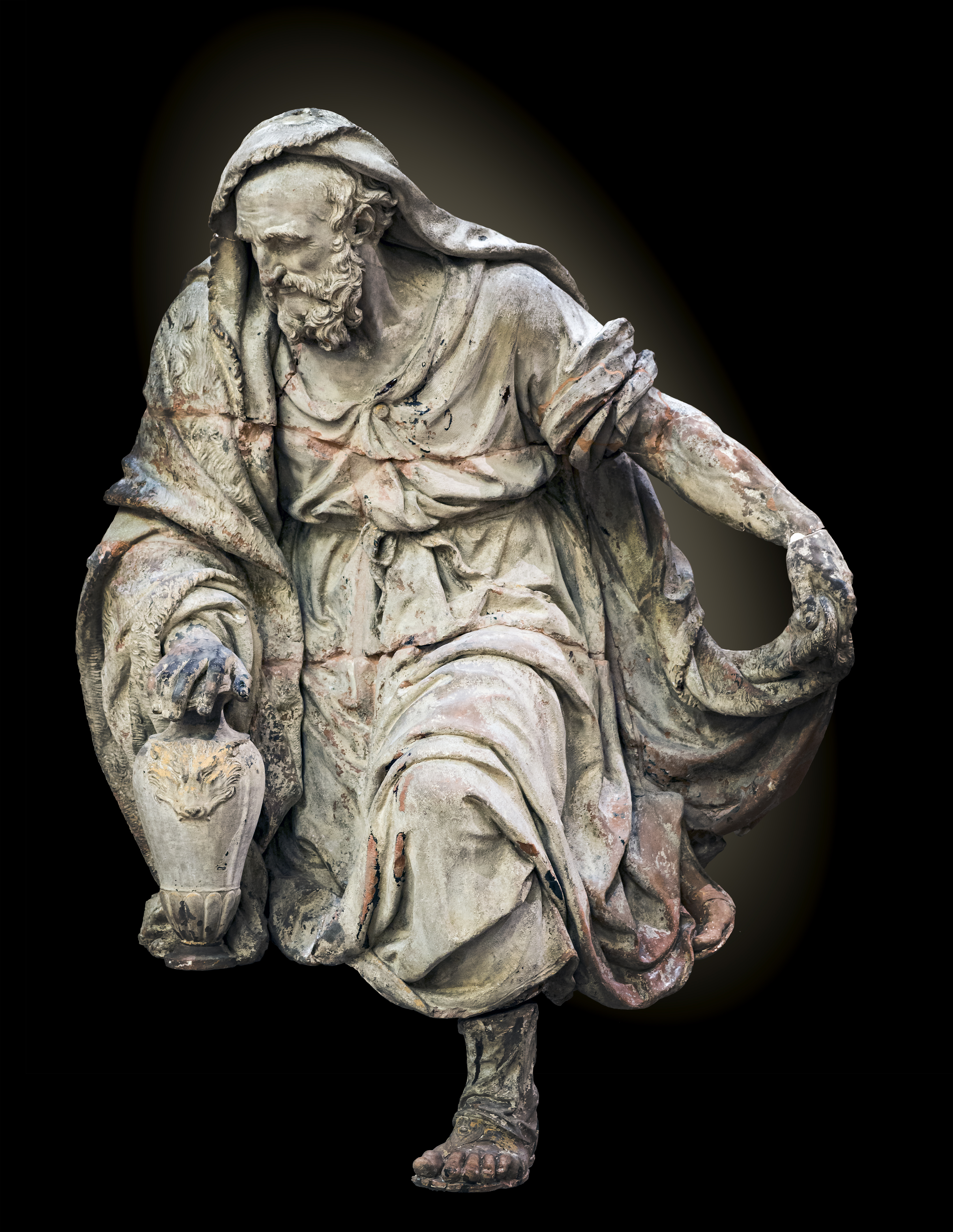
El profeta Eliseo, en el Museo de los Agustinos de Toulouse
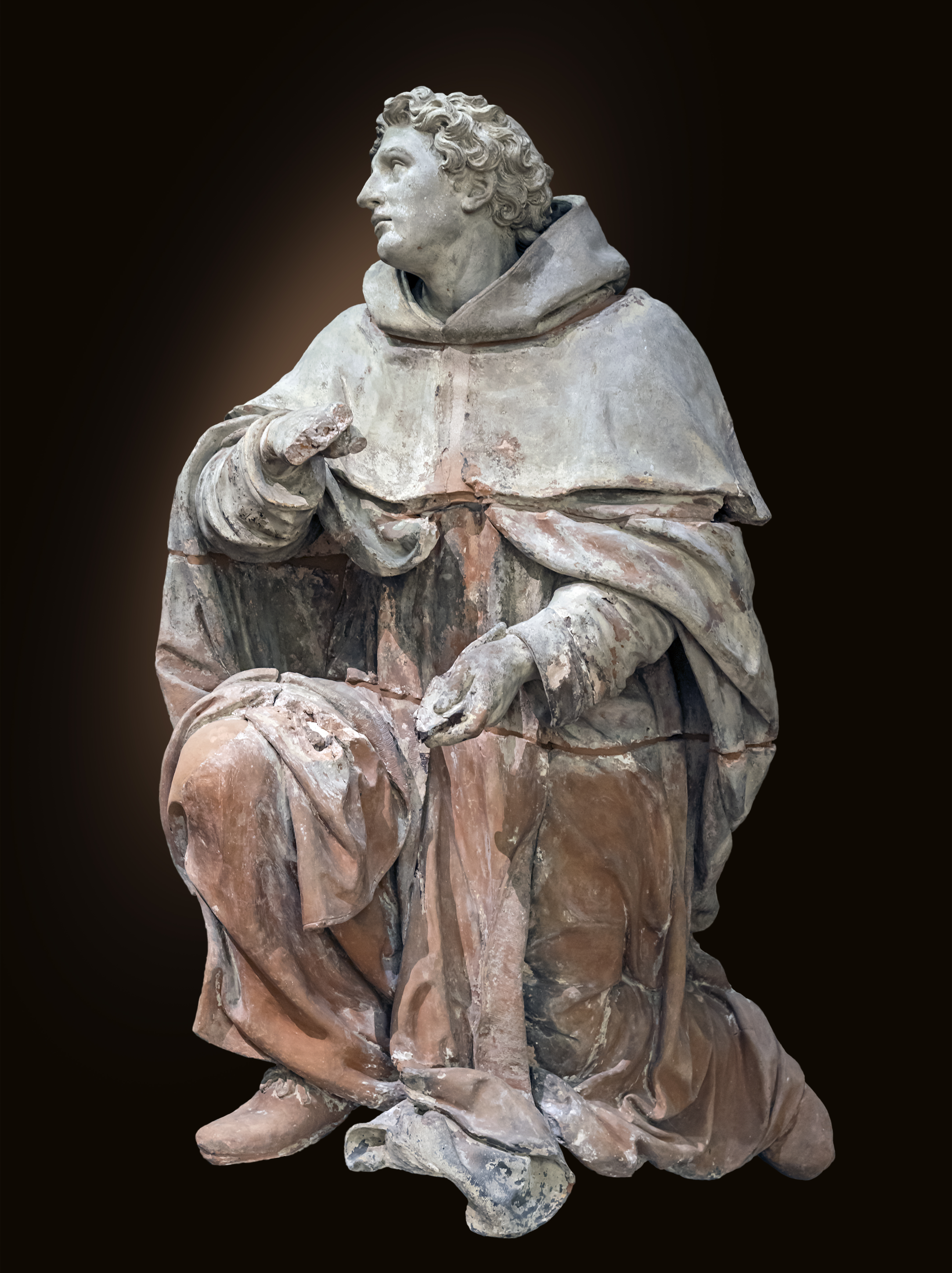
El profeta Agabo, en el Museo de los Agustinos de Toulouse
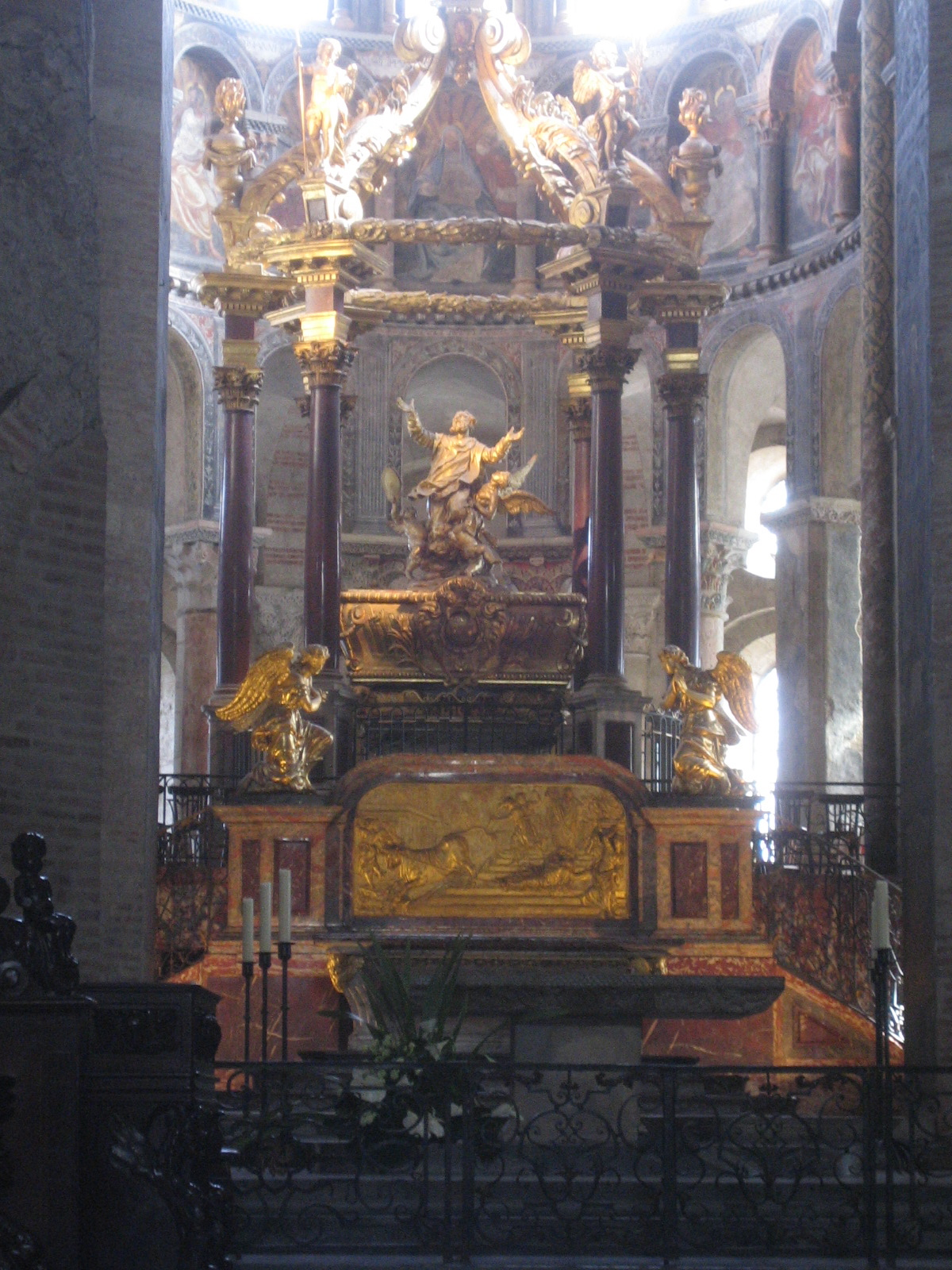
Altar de la Basílica de San Sernin, Marc Arcis es el autor del relieve en plomo dorado del frente. Toulouse
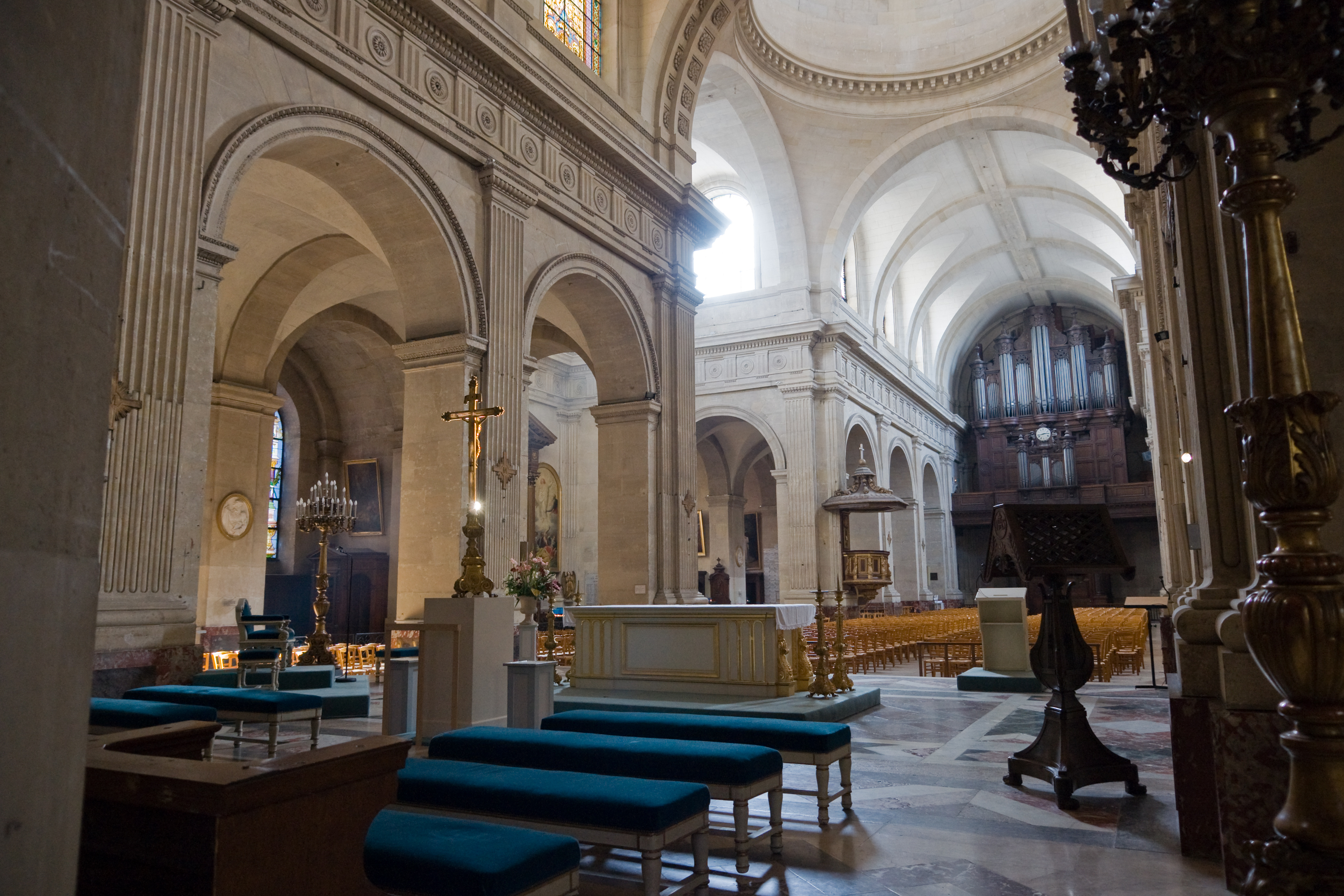
Medallón de San Marcos, de una serie de 12 medallones en el interior de la iglesia de Notre Dame de Versalles

(pinchar sobre la imagen para agrandar) 
además de su autorretrato, en el Museo de los Agustinos de Toulouse también pueden verse :
- El bajorrelieve de Jesus entre los niños (del francés: Jésus accueille les enfants), boceto en terracota[4]
- El relieve de Los pastores de Arcadia (del francés: Les bergers d'Arcadie), terracota[5]

Otras obras del escultor son:
- Toulouse:Iglesia de Saint-Jérôme, tres relieves: La Charité, la Justice y la Force  , en el muro norte[6]
- Grenade: iglesia de Notre Dame, altar mayor[7]